# 540
Năm 540 là một năm trong lịch Julius.